# Красная церковь (Дзумерка)
Церковь Богородицы Веллаитиссы (греч.  Παναγία η Βελλαΐτισσα ) или просто Красная церковь (греч.  Κόκκινη Εκκλησιά) — небольшая византийская церковь Артской митрополии, расположенная в горах Дзумерка Эпира.

## Красная церковь
Красная Церковь является единственным сохранившимся византийским памятником в центре горного массива Дзумерка. Расположена у селения Палеохо́ри, в трёх км к югу от села Вургарели дема Центральные Дзумерка у дороги, которая в период «Эпирского деспотата» соединяла города Арта и Трикала и регион Эпира с Фессалией.
Является одним из самых значительных памятников периода правления династии Комнинов — Дук в Эпире. Церковь построена около 1280 года, в период правления Никифора I, на деньги братьев Цимискиса, Иоанна и Теодора, которые были протостраторами (πρωτοστράτορες — императорскими конюхами, военный и придворный чин) при византийском дворе.
Храм, посвящённый Рождению Девы Марии, получил имя «Красная Церковь», из-за ярко-красного цвета кирпичей стенной кладки, а также Панагия (Богородица) Веллас, поскольку был подворьем монастыря Веллас, расположенного в 35 км к северу от города Яннина.
Подворье также именовалось Василомонастиро («Βασιλομονάστηρο» — царский монастырь), имя которое передаёт его первоначальное назначение как кафоликон монастыря, его важность и связь со двором деспотов Эпира.
Старый монастырь не сохранился, но крестообразный храм остался неповреждённым. Речь идёт о восьмиугольном здании размерами 16 Χ 9,15 метров, который делится на нартекс и основной храм. Первоначально храм был увенчан куполом диаметром в 3 метра, но после того как купол был разрушен, вместо него была установлена деревянная двухскатная крыша. Первоначально храм имел 5 входов, 3 из которых позже были застроены. Впечатляют его 6 больших арочных окон, которые доминируют во всех его сторонах и своим ярким красным цветом оправдывают его название.
Искусствоведы отмечают огромное сходство Красной церкви, как в её архитектуре, так и в её интерьере, с византийской Церковью Пресвятой Богородицы Перивлептос в Охриде, и предполагают что обе церкви построены одними и теми же строителями.
Кроме особенной архитектуры, не менее важны и находки сделанные внутри храма. Это сохранившиеся части первоначального гипсового иконостаса, и фрагменты (остатки) его настенных фресок, которые к тому же являются единственным датированным и с надписями фресковым комплексом «Эпирского деспотата».
Конкретно, на восточной стороне нартекса, сохранилась настенная роспись меценатов (дарителей) храма.
В центре доминирует Богородица, сидящая на троне и держащая на руках младенца, сопровождаемая двумя ангелам.
Ниже её ног, в меньшем масштабе, выделяются головы святых, а также две пары светских людей. Это протостраторы Теодор Цимиский, сопровождаемый его супругой Марией, который в левой руке держит модель храма и преподносит его Богородице.
Соответственно справа от Богородицы, выделяется его брат Иоаннис Цимискис, также сопровождаемый своей супругой Анной.
Фигуры одеты в роскошные одежды и их особенность заключается в том, что они расписаны в естественной манере, а не с обычной строгостью фигур византийского периода.
Также, особый интерес представляют две колонны перед иконостасом храма, вероятно принадлежащие зданию классической древности, существовавшего здесь до строительства христианского храма.
После создания Монастыря Св. Георгия в Вургарели (между 1690—1714 годами) Красная Церковь была передана этому монастырю и оставалась его подворьем до начала XX века.
Однако когда в ходе Первой Балканской войны (1912—1913) регион был освобождён греческой армией, церковь уже была разрушенной и заброшенной.
Регион пострадал в годы Второй мировой войны (1940—1944), в особенности в ходе карательных операций Вермахта против греческих партизан в 1943 году, когда была сожжена третья часть всех домов и зданий региона.
Регион также пострадал в ходе гражданской войны (1946—1949).
Лишь после окончания гражданской войны, в 1950-е годы церковь была провозглашена архитектурным памятником под защитой государства.
В 1967 году церковь пострадала от землетрясения, поразившего регион Дзумерка.
С этого момента начались масштабные реставрационные работы, которые с малыми перерывами продолжаются по сегодняшний день.
В первое десятилетие XXI века были произведены систематические реставрационные работы кровли и настила пола храма.
При вскапывании пола, внутри храма и на большой площади, были найдены могилы, одна рядом с другой, с разделяющими их каменными плитами, которые свидетельствуют о массовом единовременном захоронении, в период военных действий или (ещё не выяснено) смертоносной эпидемии поразившей регион.